# Killbox 13
Killbox 13 – album studyjny amerykańskiej grupy muzycznej Overkill. Płyta dotarła do 31. miejsca listy Top Independent Albums w Stanach Zjednoczonych.

## Lista utworów
Opracowano na podstawie materiału źródłowego.
1. "Devil by the Tail" (D.D. Verni, Bobby "Blitz" Ellsworth) - 5:24
2. "Damned" (D.D. Verni, Bobby "Blitz" Ellsworth) - 4:13
3. "No Lights" (D.D. Verni, Bobby "Blitz" Ellsworth) - 5:52
4. "The One" (D.D. Verni, Bobby "Blitz" Ellsworth) - 4:58
5. "Crystal Clear" (D.D. Verni, Bobby "Blitz" Ellsworth) - 5:03
6. "The Sound of Dying" (D.D. Verni, Bobby "Blitz" Ellsworth) - 4:56
7. "Until I Die" (D.D. Verni, Bobby "Blitz" Ellsworth) - 5:20
8. "Struck Down" (D.D. Verni, Bobby "Blitz" Ellsworth) - 4:42
9. "Unholy" (D.D. Verni, Bobby "Blitz" Ellsworth) - 4:40
10. "I Rise" (D.D. Verni, Bobby "Blitz" Ellsworth) - 5:08

## Twórcy
Opracowano na podstawie materiału źródłowego.
| - Bobby "Blitz" Ellsworth - śpiew - D.D. Verni - gitara basowa - Dave Linsk - gitara rytmiczna, gitara prowadząca - Derek Tailer - gitara rytmiczna - Tim Mallare - perkusja - Dave Manheimer - inżynieria dźwięku | - John D'Uva - inżynieria dźwięku - Roger Lian - mastering - Colin Richardson - miksowanie, produkcja muzyczna, inżynieria dźwięku - Chris Cassiday - zdjęcia - Chuck Ridgeway - oprawa graficzna - Travis Smith - dizajn, oprawa graficzna |